# UC AlbinoLeffe
Unione Calcio AlbinoLeffe  este o echipă de fotbal din Bergamo, care evoluează în Serie B, a doua ligă de fotbal din Italia. AlbinoLeffe joacă meciurile de acasă pe stadionul Atleti Azzurri d'Italia. Culorile oficiale sunt albastrul închis și albastru deschis. A fost fondată în 1998 prin unirea echipelor de Serie C2 (a patra divizie) Albinese Calcio și S.C. Leffe.

## Lotul actual
La 25 septembrie 2009.
| Nr. |         | Poziție | Jucător             |
| --- | ------- | ------- | ------------------- |
| 1   | Italia  | P       | Daniel Offredi      |
| 4   | Italia  | M       | Enrico Geroni       |
| 5   | Italia  | F       | Valerio Foglio      |
| 6   | Italia  | M       | Roberto Previtali   |
| 7   | Italia  | M       | Michael Cia         |
| 8   | Guineea | A       | Karamoko Cissé      |
| 9   | Italia  | A       | Marco Cellini       |
| 10  | Italia  | M       | Antonino Bernardini |
| 11  | Italia  | A       | Nicola Ferrari      |
| 14  | Italia  | F       | Ruben Garlini       |
| 15  | Suedia  | F       | Joakim Askling      |
| 16  | Italia  | F       | Francesco Luoni     |
| 18  | Italia  | M       | Andrea Cristiano    |
| 19  | Italia  | F       | Dario Bergamelli    |
| 20  | Italia  | F       | Mattia Serafini     |
| 21  | Italia  | M       | Simon Laner         |

| Nr. |           | Poziție | Jucător                              |
| --- | --------- | ------- | ------------------------------------ |
| 22  | Italia    | P       | Paolo Branduani                      |
| 23  | Italia    | M       | Mirco Poloni                         |
| 24  | Italia    | F       | Gabriele Perico                      |
| 26  | Italia    | F       | Luigi Sala                           |
| 27  | Italia    | P       | Ivan Pelizzoli (→ Lokomotiv Moscova) |
| 28  | Italia    | A       | Francesco Ruopolo                    |
| 32  | Italia    | A       | Omar Torri                           |
| 55  | Italia    | F       | Paolo Maino                          |
| 58  | Finlanda  | M       | Mehmet Hetemaj (→ Panionios)         |
| 71  | Australia | A       | Christian Esposito                   |
| 74  | Italia    | M       | Dario Passoni                        |
| 77  | Italia    | F       | Matteo Piccinni                      |
| 82  | Italia    | P       | Stefano Layeni (→ Prato)             |
| 85  | Italia    | M       | Paolo Grossi                         |
| 90  | Italia    | M       | Donato Di Sabato                     |

Notă:→ reprezintă jucători împrumutați de la alte echipe.

### Împrumutați
| Nr. |        | Poziție | Jucător                                      |
| --- | ------ | ------- | -------------------------------------------- |
| —   | Italia | F       | Daniel Bombardieri (împrumutat la Pro Sesto) |
| —   | Italia | M       | Michael Girasole (împrumutat la Canavese)    |

## Sezoane
| Sezon   | Div        | Poz | Record în ligă | Record în ligă | Record în ligă | Record în ligă | Record în ligă | Record în ligă | Record în ligă | Altele |
| ------- | ---------- | --- | -------------- | -------------- | -------------- | -------------- | -------------- | -------------- | -------------- | ------ |
|         |            |     | M              | V              | E              | Î              | GP             | GÎ             | Pct.           |        |
| 1998-99 | Serie C2/A | 2   | 34             | 16             | 10             | 8              | 44             | 35             | 58             | [ 3 ]  |
| 1999-00 | Serie C1/A | 9   | 34             | 11             | 12             | 11             | 36             | 37             | 45             |        |
| 2000-01 | Serie C1/A | 13  | 34             | 7              | 18             | 9              | 27             | 31             | 39             |        |
| 2001-02 | Serie C1/A | 13  | 34             | 8              | 17             | 9              | 33             | 35             | 41             |        |
| 2002-03 | Serie C1/A | 2   | 34             | 17             | 12             | 5              | 62             | 36             | 63             | [ 4 ]  |
| 2003-04 | Serie B    | 18  | 46             | 13             | 15             | 18             | 47             | 59             | 54             |        |
| 2004-05 | Serie B    | 11  | 38             | 14             | 13             | 15             | 55             | 51             | 55             |        |
| 2005-06 | Serie B    | 18  | 38             | 10             | 16             | 16             | 38             | 52             | 46             | [ 5 ]  |
| 2006-07 | Serie B    | 10  | 38             | 11             | 20             | 11             | 46             | 48             | 53             |        |
| 2007-08 | Serie B    | 4   | 38             | 23             | 9              | 10             | 67             | 48             | 78             | [ 6 ]  |
| 2008-09 | Serie B    | 9   | 38             | 15             | 13             | 14             | 49             | 49             | 58             |        |

## Titluri
- Coppa Italia a Seriei C
  - Campioni 2002
- Serie C1 grupa A
  - Locul secund 2003
- Serie C2 grupa A
  - Locul secund 1999